# モンテキアーロ・ダスティ
モンテキアーロ・ダスティ（伊: Montechiaro d'Asti）は、イタリア共和国ピエモンテ州アスティ県にある、人口約1,300人の基礎自治体（コムーネ）。

## 地理

### 位置・広がり
| 隣接するコムーネは以下の通り。 - カメラーノ・カザスコ - キウザーノ・ダスティ - コルタンツェ - コッソンブラート - クーニコ - モンティーリオ・モンフェッラート - ソーリオ - ヴィッラ・サン・セコンド |

#### 地震分類
イタリアの地震リスク階級 (it) では、4 に分類される
。

## 姉妹都市
- フィナーレ・リーグレ、イタリア - 2000